# Případ Student
Případ Student (srbochorvatsky slučaj Student/случај Студент) byl jugoslávskou aférou, která vypukla v květnu 1987. Časopis pro mládež, který vycházel v Bělehradě, vydal 2. května dvojčíslo, na jehož titulní straně byl list nakousnutý upířími zuby a název – "Noc upírů". (srbochorvatsky ноћ вампира/noć vampira). To vše jen dva dny před osmým výročím úmrtí Josipa Broze Tita a tři týdny před masovými oslavami dne Mládeže. Logika na první pohled možná nečitelná – nicméně zcela evidentně parafrázující oficiální plakát velkolepých oslav. Ten měl totiž podobu lipového listu na červeném podkladě s vykousnutou pěticípou hvězdou.
Srbské politické vedení, ve kterém začal zcela nápadně dominovat Slobodan Milošević, tuto záležitost vyhodnotilo jako útok na kult Josipa Broze Tita (den Mládeže, těsně před kterým zpráva vyšla, byl původně dnem narozenin jugoslávského vůdce). Konkrétní osobou, která k tomuto závěru došla, byl Dušan Mitević, předseda městského výboru Svazu komunistů v Bělehradě. Zprvu byla reakce bělehradských komunistů spíše zamítavá; navíc v polovině roku 1987 existovaly v Jugoslávii mnohem vážnější útoky na Tita a tehdejší politický systém, než bylo toto. Mitevićovi to ostatně na zasedání bělehradských komunistů sdělila i početná, nesouhlasící opozice. Mitevićovo tvrzení ale podpořili i další dva srbští komunisté; Snežana Aleksić a Radoš Smiljković. Sám Mitević se o záležitosti vyjádřil jako o "hrubé provokaci". Ve Svazu komunistů případ rozdělil členstvo i vedení na ty, kteří se postavili za Miloševiće a rozhodli se energicky hájit "obraz a dílo Tita", a ty, kteří tomuto nevěnovali takovou pozornost. Ve sdělovacích prostředcích se objevily víceméně odmítavé, či zpochybňující komentáře ohledně Mitevićových závěrů. Tehdejší ministr kultury Branislav Milošević se vyjádřil v tom smyslu, že se jedná spíš o osobní kariérní boj Miteviće, než o celojugoslávský boj o dělnickou samosprávu (jugoslávskou obdobu socialismu). V tom ho podpořil tehdejší deník NIN, zatímco Politika stála na jeho straně.
V Srbsku, kde (podobně jako i v dalších svazových republikách Jugoslávie) se do čela dostali po 13. kongresu SKJ k moci politici nové generace, překročil případ Student hranici akademických debat a vstoupil na politické pole. Již na začátku června převážil v ÚV Svazu komunistů Srbska názor, že Politika článkem, který ostře napadal jako Studenta, tak i tehdejšího ministra kultury B. Miloševiće učinila správně. Spolu s aktivitami některých chorvatských historiků, či k tehdejšímu režimu kritického okruhu lidí kolem Dobricy Ćosiće začal být Student uváděn během léta jako jeden z případů antititoismu v zemi. Na osmém zasedání SK Srbska, kde se o této záležitosti mluvilo, zvítězil ideový proud podporující Miloševiće. Následně začaly srbské deníky plnit zprávy o rozhodném postavení komunistů, kteří ostře odsuzují útoky na osobu Tita, přes hranice svazové republiky však po nějakou dobu[zdroj?] tato vlna nepronikla.
Redaktor časopisu Miroslav Višić obvinění odmítl a ve svém dopise adresovaném městskému výboru Svazu komunistů Bělehradu zmínil, že obálka časopisu – stejně jako každé umělecké dílo – se nemůže interpretovat jednoznačně. Višić se následně poté, co vyjádřil, že jako novinář pracuje (stejně jako celá řada jeho kolegů) pod tlakem, rozhodl rezignovat na post šéfredaktora Studenta. K této rezignaci byl donucen již na neveřejném setkání SSO 12. května.